# Gloeoporus umbrinus
Gloeoporus umbrinus är en svampart som beskrevs av Corner 1989. Gloeoporus umbrinus ingår i släktet Gloeoporus och familjen Meruliaceae.   Inga underarter finns listade i Catalogue of Life.